# Roger Tallroth
Roger Tallroth (* 28. September 1960 in Hässleholm) ist ein ehemaliger schwedischer Ringer.

## Werdegang
Roger Tallroth begann im Alter von sieben Jahren beim Ballingslöv Brottningklub (BK) mit dem Ringen. Mit Talent, Fleiß und Ausdauer erreichte er mit seinem Trainer Leo Mylleri, später trainierte ihn Leif Andersson, bald die schwedische und die Weltspitzenklasse. Er erlernte den Beruf eines Fliesenlegers, konzentrierte sich aber zu Beginn der 1980er Jahre voll auf das Ringen. Bei einer Größe von 1,76 m wog er ca. 75 kg und startete im Weltergewicht und zwar ausschließlich im griechisch-römischen Stil.
Auf der internationalen Ringerbühne erschien er erstmals bei der Junioren-Weltmeisterschaft 1979 in Haparanda, wo er gleich mit einem hervorragenden 3. Platz im Federgewicht überzeugte. Im Jahr 1981 wurde er erstmals bei einer internationalen Meisterschaft bei den Senioren eingesetzt. Er war inzwischen in das Weltergewicht gewachsen und verpasste bei der Weltmeisterschaft die Bronzemedaille durch eine knappe Punktniederlage gegen den Jugoslawen Karoly Kasap.
Seine erste internationale Medaille gewann er dann 1982 bei der Europameisterschaft in Oslo. Er erkämpfte sich gegen äußerst starke Gegner aus den im Ringen führenden Ostblockstaaten die Silbermedaille. Sein nächster Start bei einer intern. Meisterschaft erfolgte 1983 bei der Weltmeisterschaft in Kiew. Sein 5. Platz war bei der wieder ungemein schweren Konkurrenz hervorragend.
Das Jahr 1984 wurde zum erfolgreichsten in der Laufbahn von Roger Tallroth. Zunächst siegte er bei der Europameisterschaft in Jönköping vor der vollständig versammelten Weltelite und dann gewann er bei den Olympischen Spielen in Los Angeles die Silbermedaille. Im Endkampf unterlag er dabei etwas unglücklich dem Finnen Jouko Salomäki mit 4:5 Punkten.
Den nächsten großen Erfolg erzielte Roger bei den Europameisterschaften 1986 in Athen, wo er Vize-Europameister wurde. Der sowjetische Superstar Michail Mamiaschwili verbaute ihm den Weg zum Sieg.
1987 verpasste er bei der Europameisterschaft in Tampere knapp eine Medaille, als er im Kampf um die Bronzemedaille dem Bulgaren Dobri Marinow unterlag. Im gleichen Jahr entstand ihm in Torbjörn Kornbakk im eigenen Land ein harter Konkurrent, der ihm künftig die Startplätze bei den internationalen Meisterschaften streitig machte. Trotzdem wurde er 1988 noch einmal bei den Olympischen Spielen in Seoul eingesetzt, landete dort aber nur auf den 7. Platz.
Roger Tallroth beendete nach diesen Olympischen Spielen seine internationale Ringerlaufbahn, rang aber auf nationaler Ebene noch einige Jahre weiter. Schließlich arbeitete er als Ringertrainer und ist heute (2006) „Verbandkapitän“ (Cheftrainer) der schwedischen Ringernationalmannschaft.

## Internationale Erfolge
(OS = Olympische Spiele, WM = Weltmeisterschaft, EM = Europameisterschaft, GR = griechisch-römischer Stil, Fe = Federgewicht, We = Weltergewicht, damals bis 62 kg bzw. 74 kg Körpergewicht, Mittelgewicht bis 82 kg Körpergewicht)
- 1979, 3. Platz, Junioren-WM in Haparanda, GR, Fe, hinter Michail Prokudin, UdSSR und Stefan Michailow, Bulgarien und vor Gheorghe Păduraru, Rumänien und Erat Metin, Türkei;
- 1980, 6. Platz, Junioren-EM in Bursa, GR, We, Sieger: Alexander Kudrjawzew, UdSSR, vor Ronald Schultz, DDR und Stojan Wassiliew, Bulgarien;
- 1981, 2. Platz, "Klippan"-Turnier, GR, We, hinter Zabegalin, UdSSR und vor Lennart Lundell, Schweden;
- 1981, 4. Platz, WM in Oslo, GR, We, mit Siegen über Djafar Alizadeh, Iran, Ferenc Kocsis, Ungarn, Wiesław Dziadura, Polen und Feliciano Marotto, Italien und Niederlagen gegen Mikko Huhtala, Finnland und Karoly Kasap, Jugoslawien;
- 1982, 2. Platz, EM in Warna, GR, We, hinter Andrzej Supron, Polen und vor Kasap, Kudrjawzew, Ștefan Rusu, Rumänien und Schopow, Bulgarien;
- 1983, 5. Platz, WM in Minsk, GR, We, hinter Michail Mamiaschwili, UdSSR, Supron, Kasap und Ștefan Rusu und vor Takahiro Mukai, Japan;
- 1984, 1. Platz, EM in Jönköping, GR, We, vor Borislaw Welitschkow, Bulgarien, Mamiaschwili, Karl-Heinz Helbing, BRD, Jouko Salomäki, Finnland und Ștefan Rusu;
- 1984, Silbermedaille, OS in Los Angeles, GR, We, mit Siegen über Stratico, Argentinien, Taskiran, Türkei, Chris Catalfo, USA und Martial Mischler, Frankreich und einer Niederlage gegen Salomäki;
- 1985, 6. Platz, EM in Leipzig, GR, We, mit Siegen über Taskiran und Jaroslav Zeman, Tschechoslowakei und Niederlagen gegen Mamiaschwili, Ștefan Rusu und Jerzy Kopański, Polen;
- 1985, 3. Platz, World-Cup-Turnier in Lund, GR, We, hinter Mamiaschwili und Antonio Lopez, Kuba und vor David Butler, USA und Marthin Kornbakk, Schweden;
- 1986, 2. Platz, EM in Athen, GR, We, hinter Mamiaschwili und vor Salomäki, Kopanski, Ștefan Rusu und Mischler;
- 1986, 5. Platz, WM in Budapest, GR, We, hinter Mamiaschwili, Mirko Jahn, DDR, Dobri Marinow, Bulgarien und Franc Podlesek, Jugoslawien und vor Batler;
- 1987, 5. Platz, Grand-Prix-Turnier, GR, We, hinter Józef Tracz, Polen, Anton Aghira, Rumänien und Tobor Podolski, Ungarn;
- 1987, 4. Platz, EM in Tampere, GR, We, hinter Daulet Turlychanow, UdSSR, Salomäki und Marinow und vor Zeman und Andreas Lemke, DDR;
- 1987, 5. Platz, FILA-Grand-Prix-Turnier in Budapest, GR, We, hinter Turlychanow, Salomäki, Tracz und Marinow;
- 1988, 7. Platz, OS in Seoul, GR, We, hinter Kim Young-Nam, Südkorea, Turlychanow, Tracz, Janos Farkas, Ungarn, Mischler und Welitschkow

## Schwedische Meisterschaften
Roger Tallroth wurde in den Jahren 1982, 1983, 1984, 1985, 1986, 1987 und 1988 schwedischer Meister im Weltergewicht und 1992 im Mittelgewicht.